# Stephan Huck
Stephan Huck (* 19. Februar 1970 in Wolfenbüttel; † 6. Januar 2024) war ein deutscher Offizier und Historiker. Seit 2002 war er Leiter des Deutschen Marinemuseums in Wilhelmshaven.

## Leben
Huck trat nach dem Abitur 1989 in Braunschweig in die Bundeswehr ein. 1993 wurde er Offizier auf Zeit. Von 1993 bis 1996 studierte er Geschichte und Sozialwissenschaften an der Universität der Bundeswehr Hamburg (M.A.). Von 1999 bis zum Dienstzeitende 2002 war der Hauptmann wissenschaftlicher Mitarbeiter am Militärgeschichtlichen Forschungsamt (MGFA) der Bundeswehr in Potsdam.
2009 wurde er bei Bernhard R. Kroener an der Philosophischen Fakultät der Universität Potsdam mit der Dissertation Soldaten gegen Nordamerika. Lebenswelten Braunschweiger Subsidientruppen im Amerikanischen Unabhängigkeitskrieg zum Dr. phil. promoviert. Seitdem hatte er einen Lehrauftrag am Institut für Materielle Kultur der Fakultät für Sprach- und Kulturwissenschaften an der Universität Oldenburg inne. Seit 2002 war er Geschäftsführer der Stiftung und damit Leiter des Deutschen Marinemuseums in Wilhelmshaven. In seine mehr als zwei Jahrzehnte währende Zeit an der Spitze des Museums fielen u. a. der Erwerb der Großexponate "Zerstörer Mölders" und "Schnellboot Gepard", zahlreiche internationale Konferenzen sowie die umfassende Modernisierung des Museumsbetriebs mit zeitgemäßer Präsentation, einem Escape-Game, wechselnden Ausstellungen, Videocasts und vielem mehr. Seit 2018 gehörte er dem Vorstand des Museumsverbandes Niedersachsen Bremen e.V. an.

## Engagement zur Kolonialismus-Aufarbeitung
Im Jahr 2021 initiierte Huck gemeinsam mit Wilma Nyari den „Runden Tisch“ in Wilhelmshaven, der sich mit der Thematik des Kolonialismus befasste. In diesem Rahmen setzte er sich intensiv mit verschiedenen Aspekten des Kolonialismus und deren Aufarbeitung auseinander. Auf Initiative von Dr. Huck und dem Deutschen Marinemuseum, in Zusammenarbeit mit dem Kommunalverband Ostfriesische Landschaft, fand 2023 erstmals eine Konferenz zu diesem Thema im Ostfriesischen Landesmuseum in Emden statt.
Huck war Herausgeber mehrerer Bücher zur maritimen Geschichte und Mitherausgeber der Kleinen Schriftenreihe zur Militär- und Marinegeschichte im Verlag Dr. Dieter Winkler.

## Schriften (Auswahl)

### Monografien
- Geschichte der Freiheitskriege. CD-ROM mit Begleitband (= Hilfen für die historische Bildung, Band 1). Hrsg. vom Militärgeschichtlichen Forschungsamt, Potsdam 2004, ISBN 3-9808882-0-7.
- Soldaten gegen Nordamerika. Lebenswelten Braunschweiger Subsidientruppen im Amerikanischen Unabhängigkeitskrieg (= Beiträge zur Militärgeschichte, Band 69). Oldenbourg, München 2011, ISBN 978-3-486-59742-4.

### Herausgeberschaften
- Ringelnatz als Mariner im Krieg 1914–1918 (= Kleine Schriftenreihe zur Militär- und Marinegeschichte, Band 4). Winkler, Bochum 2003, ISBN 3-89911-014-5.
- mit Hartmut Klüver: Die Wende. Die Deutsche Marine auf dem Weg in die Einheit (= Kleine Schriftenreihe zur Militär- und Marinegeschichte, Band 13). Winkler, Bochum 2007, ISBN 978-3-89911-071-5.
- 100 Jahre U-Boote in deutschen Marinen. Ereignisse – Technik – Mentalitäten – Rezeption. Mit 1 Tabelle (= Kleine Schriftenreihe zur Militär- und Marinegeschichte, Band 18). Winkler, Bochum 2007, ISBN 978-3-89911-130-9.
- Ausstellungsführer Menschen – Zeiten – Schiffe. 2. Auflage, Brune-Mettcker, Wilhelmshaven 2013, ISBN 978-3-941929-59-3.
- mit Gorch Pieken, Matthias Rogg: Die Flotte schläft im Hafen ein. Kriegsalltag 1914–1918 in Matrosen-Tagebüchern (= Forum MHM. Schriftenreihe des Militärhistorischen Museums der Bundeswehr, Band 6). Sandstein, Dresden 2014, ISBN 978-3-95498-095-6. [Begleitband zur gleichnamigen Ausstellung]
- Skagerrak. Seeschlacht ohne Sieger = Jutland 1916. The unfinished battle. Deutsches Marinemuseum Wilhelmshaven. Übersetzungen ins Englische Lindsay Jane Munro, Übersetzungen ins Deutsche Ü-Werk. Brune-Mettcker Druck- und Verlagsgesellschaft, Wilhelmshaven 2016, ISBN 978-3-941929-18-0. [Begleitband zur gleichnamigen Ausstellung]
- Die Kriegsmarine. Eine Bestandsaufnahme (= Kleine Schriftenreihe zur Militär- und Marinegeschichte, Band 25). Winkler, Bochum 2016, ISBN 978-3-89911-209-2.
- Die See revolutioniert das Land. Brune-Mettcker Druck- und Verlagsgesellschaft, Wilhelmshaven 2018, ISBN 978-3-941929-76-0. [Begleitband zur gleichnamigen Ausstellung]